# 香港海運港口發展局
香港海運港口發展局是香港政府於2025年成立的公營機構。

## 歷史
1998年，香港港口及航運局（前稱港口發展局）成立。
2003年，香港港口及航運局被分拆為香港港口發展局及香港航運發展局。
2016年，政府決定整合香港港口發展局及香港航運發展局，成立「香港海運港口局」。
2024年，施政報告提出將香港海運港口局改組為「香港海運港口發展局」，作爲「高層次諮詢機構」。
2025年7月1日，正式改組為香港海運港口發展局。